# 台灣政府
台灣政府是指擁有台灣管轄權之政府，目前主要是指中華民國政府。

## 稱號
臺灣目前由中華民國統治，所以台灣政府在大部分場合是指中華民國政府。稱呼「中華民國政府」通常是在正式場合的官方用語，但也有很多正式場合的官方用語是「台灣政府」。

## 歷史
就台灣歷史上，十七世紀前即已經有大肚王國、大龜文、瑯嶠等政權，而有史料可查的最早外來政府官署，是元明兩朝駐於澎湖的澎湖寨巡檢司，不過政府管轄範圍僅及澎湖群島。近現代之後，17世紀中期的台灣荷西殖民時期，統治台灣的外來政權，分別是台灣北部的西班牙殖民政府與同時據臺的荷蘭殖民政府，而後者並於1640年代成為台灣唯一殖民政權，與原住民政權並立。
1662年－1683年，荷蘭政府更迭為鄭氏王朝的承天府。
1683年－1895年，長達兩百餘年的清朝統治下，繼承鄭氏政府的地方政府則是指福建省所轄的台灣道或1885年從福建省獨立出來的福建臺灣省。
1895年，台灣先是有臺灣民主國成立，數月後再邁入日治時期後，台灣官署或台灣政府則指行政與軍事專制的台灣總督府。
1945年，中華民國政府開始接管台灣，並設臺灣省。其統治政府則變成了臺灣省行政長官公署，1947年改制成臺灣省政府。1948年到1950年，第二次国共內战最激烈期間，台灣政府大部分是指則為臺灣省政府；而自1949年起，中華民國政府遷台後，台灣政府被一些人用作中華民國政府的代名詞。自1991年起，中華民國國會立法院在臺灣全面改選；1996年起，中華民國總統及副總統在臺灣由公民直接選舉，認同中華民國政府者認為中華民國政府在台灣因而擁有更強的合法性與正當性，並讓台灣從威權轉化為落實主權在民精神的真正民主地方，在政治層面落實台灣本土化運動，使中華民國成為真正的民主共和國，台灣成為真正主權獨立的國家，擁有自己的國家政府代表性。不認同中華民國在臺灣之合法性的人士則依據國際法主張中華民國無法藉由舉辦選舉而在臺灣就地合法。

### 引用
1. ↑  . www.taiwanus.net.   [2010-10-23]. （原始内容存档于2010-07-10）.
2. ↑  蔡吉源. . 自由時報 (臺北市). 2012年3月14日  [2015年6月25日]. （原始内容存档于2021年2月11日）.

### 书籍
- 劉寧顏編，《重修台灣省通志》，臺北市，台灣省文獻委員會，1994年。